# Jules Merle
Jules Merle, né le 1er juin 1883 à Laval et mort à Brioude le 2 janvier 1978, est un peintre français.

## Biographie
Jules Merle est le fils de Jules Merle, entrepreneur de travaux publics, et de Marie Rose Théaudière.
Élève de Gabriel Ferrier, il concourt en 1909 pour le prix de Rome où il obtient le deuxième second grand prix.
En 1915, il épouse Eugénie Butin. 
En 1916, il obtient le prix Trémont et en 1948 le prix Pillini.
Il meurt à Brioude à l'âge de 94 ans.